# 샤를 4세 달랑송 공작

발루아 가문의 알랑송 공작 문장.

알랑송 공작이자 아르마냐크 백작 샤를 4세의 문장.

샤를 4세 달랑송 (Charles IV de Alençon, 1489년 알랑송 – 1525년 리옹)은 르네 달랑송과 보데몽의 마르그리트의 아들이다.
그는 1492년에 아버지의 뒤를 이어 알랑송 공작과 페르슈 백작, 아르마냐크 백작, 페젠사크 백작, 로데즈 자작, 페넨사게, 이슬부르댕, 페르디아크 백작 자리를 계승했다.
1509년에 그는 1515년에 프랑스의 왕 프랑수아 1세가 되는 발루아 공작 프랑수아의 자매 앙굴렘의 마르그리트와 혼인했다., 그들의 혼인 사이에 자녀는 없었고: 아내가 그의 작위 대부분을 유지하게 되었다.
혈통친왕에 따라, 샤를은 그의 처남의 통치 초기에 주요 인물 중 하나였다. 노르망디 관리자로 임명된 샤를은 1515년 마리냐노에서 싸웠고, 1521년에는 황제군 공격에 맞서 샹파뉴를 지켜냈다. 그는 1525년 처남의 제2차 이탈리아 원정에 동행했고, 파비아의 재앙 이후에 패배한 프랑스군의 지휘권을 맡아, 프랑스 영토로의 후퇴를 이끌었다. 그는 이 패배의 희생양이 되었고 왕을 배신했다는 고발을 당했으마, 곧 사망했다. 샤를이 프랑수아즈라는 자매을 두었음에도, 그의 부인이 그가 사망 후 모든 영지들을 가져갔다.